# Sân bay Bhopal
Sân bay Bhopal (IATA: BHO, ICAO: VABP) là một sân bay ở Bhopal, bang Madhya Pradesh, Ấn Độ. Tên khác của sân bay này là Sân bay Raja Bhoj. Sân bay này nằm cách Bhopal 15 km (9,3 mi) về phía tây bắc, bên quốc lộ 12 nối Bhopal và Jaipur.

## Các hãng hàng không và các tuyến điểm

### Nội địa
- Air India Regional (Delhi, Indore, Mumbai, Gwalior)
- Jet Airways (Delhi, Hyderabad, Indore, Mumbai, Raipur)

### Quốc tế
- Air India (Dubai, Sharjah)